# Nassauische Heimstätte

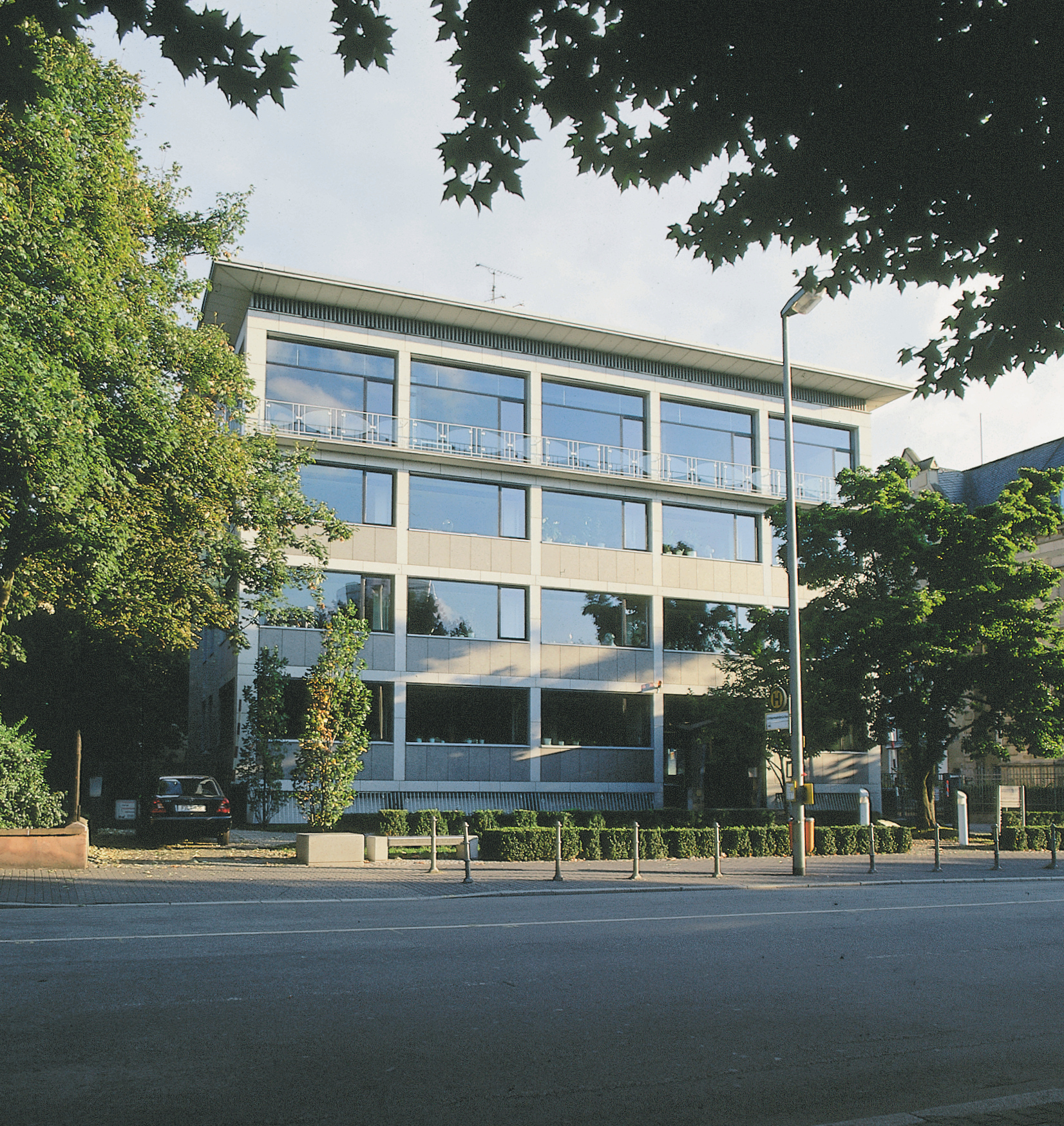
Geschäftsgebäude der Nassauischen Heimstätte, Frankfurt am Main

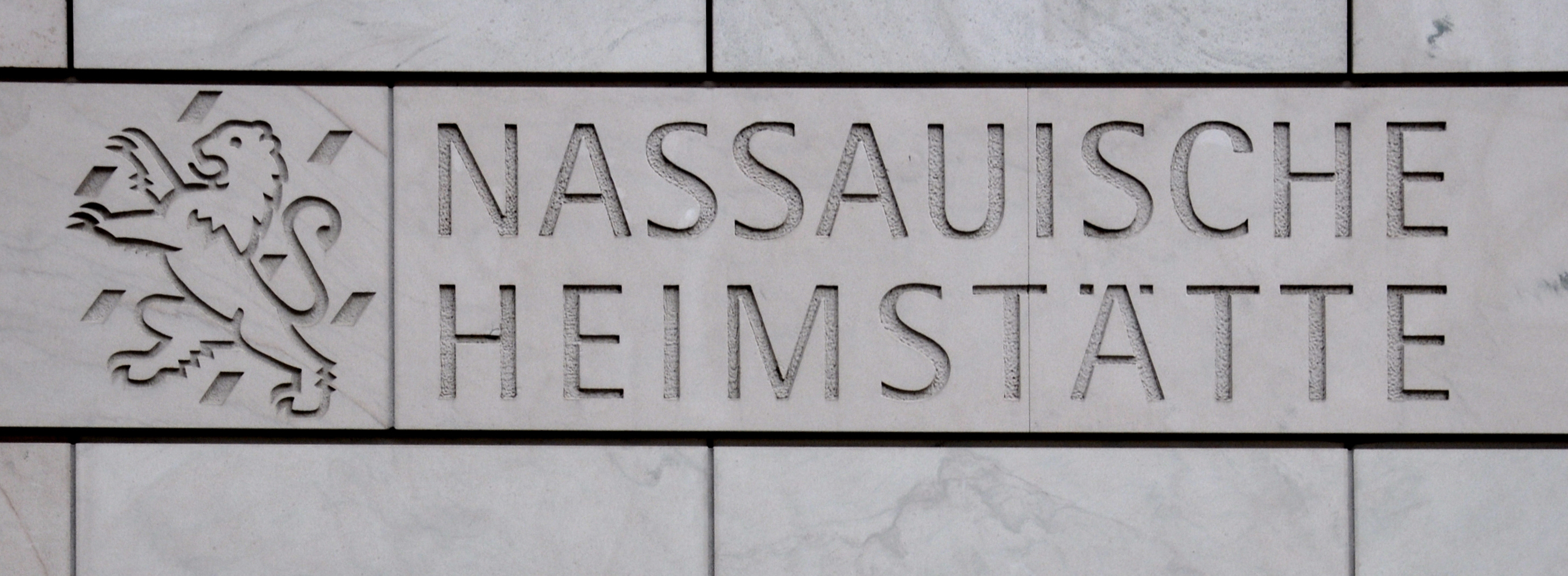
Logo-Relief an einem Gebäude des Unternehmens in Frankfurt am Main

Die Nassauische Heimstätte ist eine Wohnungs- und Entwicklungsgesellschaft mit mehrheitlicher Beteiligung des Landes Hessen. Für die Unternehmensgruppe Nassauische Heimstätte/Wohnstadt nimmt sie die Aufgaben einer Holding wahr. Gemeinsam mit Wohnstadt verwaltet die Gesellschaft rund 59.000 Wohnungen in Hessen, ist damit das größte hessische Wohnungsunternehmen und zählt zu den zehn größten Wohnungsunternehmen Deutschlands. Als Entwicklungs- und Sanierungsträger übernimmt sie für öffentliche wie private Auftraggeber Aufgaben in der Projekt- und Stadtentwicklung und leistet immobilienwirtschaftliche Beratung.

## Geschichte
Als Gründungsjahr sieht die Unternehmensgruppe heute 1920 an, als in Kassel die Wohnstadt Stadtentwicklungs- und Wohnungsbaugesellschaft Hessen gegründet wurde, mit der die Nassauische Heimstätte heute zusammengeschlossen ist. Die ursprüngliche Nassauische Heimstätte wurde 1922 in Wiesbaden als eine von zwölf preußischen Wohnungsfürsorge-Gesellschaften gegründet. Ziel dieses staatlichen Eingriffs in den bis dahin weitgehend der Selbstverwaltung überlassenen Wohnungsbau war die Behebung des akuten Wohnraummangels, aber auch die Etablierung einer staatlichen Wohnungspolitik mit den Heimstätten als ausführenden Organen.

### Zeit der Weimarer Republik
In ihrer Gründungszeit betreute die Nassauische Heimstätte, die 1925 ihren Unternehmenssitz nach Frankfurt am Main verlegte, überwiegend Bauvorhaben von Einzelhäusern oder Kleinsiedlungen mit regionalem architektonischen Bezug. Zugleich wurde mit dem Architekten und Frankfurter Stadtbaurat Ernst May ein Vertreter des Neuen Bauens zum stellvertretenden Aufsichtsratsvorsitzenden der Nassauischen Heimstätte bestellt. Sein Verständnis einer an Funktionalität und kollektiver Einheit orientierten Architektur spiegelte sich in Bauprojekten der Nassauischen Heimstätte wie den Frankfurter Siedlungen Praunheim, Hellerhof und Westhausen wider. Allein an diesen drei Standorten entstanden in den Jahren 1928 bis 1932 rund 5000 Kleinstwohnungen mit streng typisierter Raumaufteilung und einer an ergonomischen Erkenntnissen orientierten Ausstattung wie der eigens von Margarete Schütte-Lihotzky entworfenen Frankfurter Küche. Mit dem Wohnungsbau im großen Maßstab übernahm die Nassauische Heimstätte auch stadtplanerische Aufgaben: Ab 1928 entwickelte sie Bebauungspläne für Quartiere, die einen koordinierten Neubau im Dienste des Landes und der Kommunen sicherstellen sollten.

### Unter nationalsozialistischem Regime
Der Auftrag der Nassauischen Heimstätte als Organ der öffentlichen Wohnungswirtschaft blieb auch nach der „Machtergreifung“ durch die Nationalsozialisten 1933 bestehen. Nach den Richtlinien für die Gleichschaltung der gemeinnützigen Wohnungsunternehmen erfuhr das Unternehmen jedoch eine neue ideologische Ausrichtung: An die Stelle des staatlich geförderten Mietwohnungsbaus trat das von den Nationalsozialisten favorisierte Modell der Stadtrandsiedlung mit Eigenheimen und Gärten zur Selbstversorgung wie das von der Nassauischen Heimstätte geplante Quartier Frankfurt-Goldstein. Daneben entstanden für die wachsende Zahl der Industriearbeiter Werkssiedlungen wie die von Opel in Rüsselsheim. Mit Kriegsbeginn kam der Wohnungsbau nahezu zum Erliegen. Die Nassauische Heimstätte konzentrierte sich in dieser Zeit auf die Bewirtschaftung ihres Bestands. Dazu gehörte auch die Durchführung der Verordnung zur Wohnraumlenkung, nach der verfügbare Wohnungen bevorrechtigten und begünstigten Volkskreisen zuzuweisen waren. Mit dem Bombardement deutscher Städte entstand eine neue Bedarfssituation: Ab 1943 ließ die Nassauische Heimstätte – unter Einsatz polnischer und russischer Zwangsarbeiter – standardisierte Notunterkünfte, sogenannte Behelfsheime errichten.

### Wiederaufbau
Die Unternehmenstätigkeit nach Ende des Zweiten Weltkrieges war vom Wiederaufbau der zerstörten Wohnungsbestände und Siedlungen sowie der Restrukturierung des Unternehmens geprägt. Sie leistete einen wesentlichen Beitrag zum Wiederaufbau hessischer Städte und Gemeinden – neben Frankfurt auch Darmstadt, Gießen, Hanau, Offenbach, Wetzlar und Wiesbaden. In den 1950er Jahren schuf die junge Bundesrepublik die rechtliche Voraussetzung für einen verstärkten sozialen Wohnungsbau: Länder und Kommunen stellten finanzielle Mittel und Baugrund zur Verfügung, die öffentliche Hand gewährte zinslose oder besonders günstige Darlehen für entsprechende Bauvorhaben. Die Nassauische Heimstätte baute in der Folge rund 87.500 Wohnungen in Frankfurt und dem Rhein-Main-Gebiet. Zu den prominenten Beispielen dieser Zeit gehören die Fritz-Kissel-Siedlung und die Nordweststadt in Frankfurt sowie die Limesstadt in Schwalbach und die Siedlungen Wiesbaden-Klarenthal und Wiesbaden-Biebrich-Parkfeld. Dabei kamen erstmals in Hessen Fertigbauteile zum Einsatz, die eine deutliche Verkürzung der Bau- und Zwischenfinanzierungszeiten und damit eine Senkung der Bau- und Mietkosten ermöglichten.

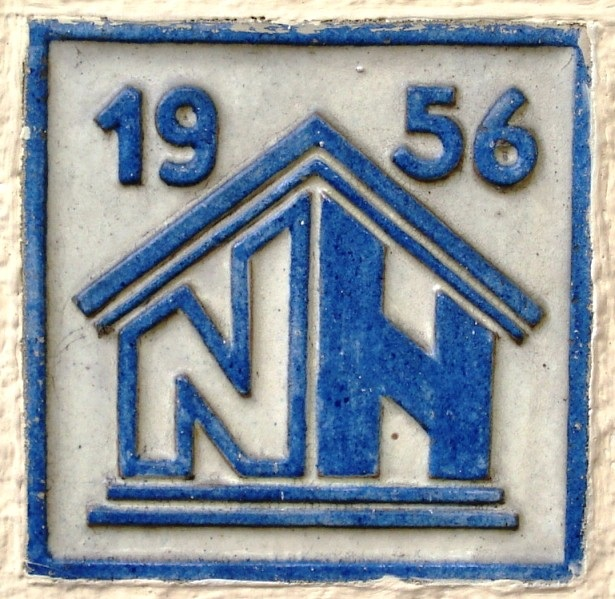
Gebäudekachel der Nassauischen Heimstätte an einem 1956 errichteten Gebäude

### Stadterneuerung und -entwicklung
Ende der 1960er Jahre verwaltete das Unternehmen einen Wohnungsbestand von mehr als 35.000 Wohnungen. Vielerorts konnte die Infrastruktur mit der rasanten Entwicklung der Einwohnerzahlen nicht mithalten. So stieg die Nassauische Heimstätte zu Beginn der 1970er Jahre in die Planung und den Bau von Kindergärten, Schulen und Gemeinschaftshäusern ein. Aus dem Städtebauförderungsgesetz des Jahres 1971 ergab sich ein zusätzliches Betätigungsfeld: Als anerkannter Sanierungsträger des Landes Hessen war die Nassauische Heimstätte in die Stadterneuerung zahlreicher süd- und mittelhessischer Kommunen wie Alsfeld, Butzbach, Herborn, Limburg oder Lich eingebunden. Ihre Ressourcen in den Bereichen Altstadtsanierung, Stadtentwicklung und Wohnungsmodernisierung wurden in den folgenden Jahren konsequent ausgebaut und 1982 in einem eigenen Unternehmensbereich Städtebau zusammengefasst.
2006 und 2011 gab es Absichtserklärungen der hessischen Landesregierung, die vom Land gehaltenen Anteile an der Nassauische Heimstätte GmbH zu veräußern. Dagegen formierte sich Widerstand, der auch im Wahlkampf um den Posten des Frankfurter Oberbürgermeisters 2012 eine Rolle spielte. Zu einem Verkauf kam es in beiden Fällen nicht. Ende 2016 beschlossen die Gesellschafter der Nassauischen Heimstätte eine Eigenkapitalerhöhung, an der sich das Land mit 200 Millionen Euro maßgeblich beteiligte. Diese Mittel sollen zum Bau von 4900 Wohnungen in Hessen bis Ende 2021 beitragen, für den ein Investitionsvolumen von insgesamt einer Milliarde Euro vorgesehen ist.

## Öffentlicher Auftrag heute

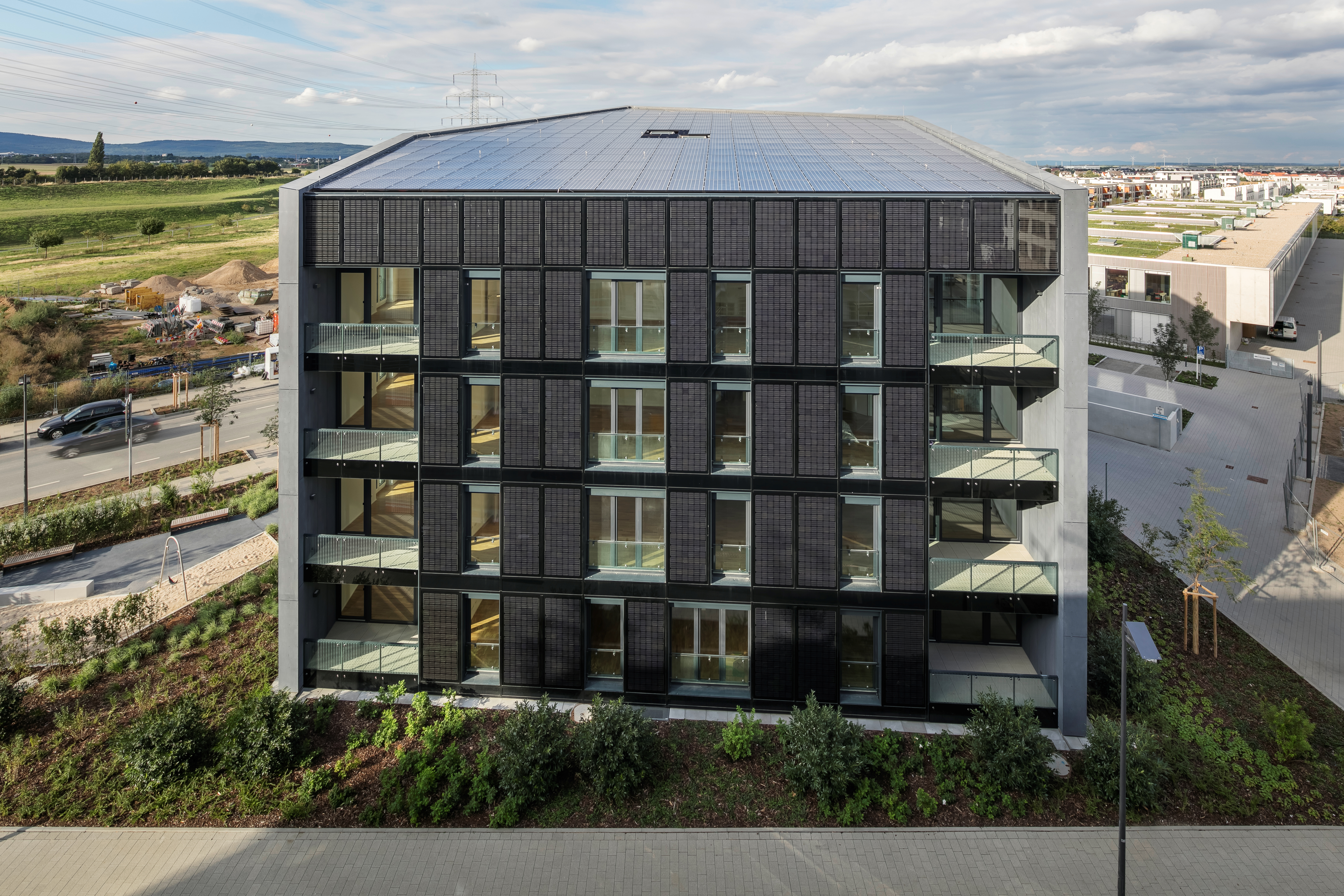
Mietshaus der Nassauischen Heimstätte, 2012–15, Frankfurt am Main („Effizienzhaus plus“)

Mit der Aufhebung des Wohnungsgemeinnützigkeitsrechts 1990 änderten sich die steuerlichen und rechtlichen Rahmenbedingungen für ehedem als gemeinnützig anerkannte Wohnungsunternehmen wie die Nassauische Heimstätte. Um in der neuen Situation besser aufgestellt zu sein, fusionierte die Nassauische Heimstätte 1991 mit der bis dahin für die Bewirtschaftung der Wohnungen zuständigen Tochtergesellschaft Nassauische Heim. Ihre Aufgabe als Organ staatlicher Wohnungspolitik blieb weiterhin erhalten. So unterstützte die Nassauische Heimstätte das Nachbarland Thüringen unmittelbar nach der Wiedervereinigung durch kostenlose Schulungs- und Beratungsleistungen für die Wohnungsbewirtschaftung. Als Herausforderungen des neuen Jahrtausends sieht das Unternehmen die angespannte finanzielle Situation der öffentlichen Haushalte, aber auch soziale Herausforderungen wie eine alternde Gesellschaft, regionalen Wohnungsleerstand oder die Notwendigkeit zur Integration unterschiedlicher Kulturen. Unter der Marke ProjektStadt (vor Dezember 2017 NH ProjektStadt) begleitet die Nassauische Heimstätte im Rahmen staatlicher Förderprogramme wie Stadtumbau, Dorferneuerung und Soziale Stadt den strukturellen Umbau von mehr als 150 Städten und Gemeinden in Hessen und Thüringen.
Die 2017 gegründete Tochter Bauland-Offensive Hessen GmbH unterstützt im Auftrag des Landes Kommunen unter anderem bei der Konversion militärischer, kommunaler und industrieller brachliegender Flächen in Bauland für Wohnungsbauprojekte. Das Unternehmen erstellt für die Kommunen Machbarkeitsgutachten und organisiert bei Bedarf auch die Entwicklung von neu geschaffenem Bauland und leerstehenden Immobilien.

## Unternehmensverbund
Mit dem Erwerb der Anteile des Landes Hessen an der Wohnstadt Stadtentwicklungs- und Wohnungsbaugesellschaft Hessen mbH, Kassel, durch die Nassauische Heimstätte GmbH entstand 2005 die Unternehmensgruppe Nassauische Heimstätte/Wohnstadt. Die Nassauische Heimstätte nimmt für die Unternehmensgruppe Nassauische Heimstätte/Wohnstadt die Aufgaben einer Holding wahr.
Zum Unternehmensverbund gehören
- die Muttergesellschaft Nassauische Heimstätte Wohnungs- und Entwicklungsgesellschaft mbH
- die Wohnstadt Stadtentwicklungs- und Wohnungsbaugesellschaft Hessen mbH
- die in Kassel ansässige Wohnstadt-Tochter MET Medien-Energie-Technik Versorgungs- und Betreuungsgesellschaft mbH, die sich auf die Bereitstellung von Kommunikations- und Wärmetechnik sowie Dienstleistungen rund um die Immobilienverwaltung spezialisiert hat
- die NH ProjektStadt GmbH, eine 1992 als Nassauische Heimstätte Gesellschaft für innovative Projekte im Wohnungsbau mbH gegründete Tochter der Nassauischen Heimstätte[22], die bis 2017 als Bauträger für Neubauprojekte der Muttergesellschaft agierte[21]
- die 2017 zusammen mit dem Land Hessen und der Hessischen Landgesellschaft mbH gegründete Bauland-Offensive Hessen GmbH, die hessische Kommunen bei der Entwicklung von Flächen zu Bauland für Wohnneubauprojekte unterstützt[23]

Mit einem Bestand von rund 59.000 Wohneinheiten in 140 hessischen Kommunen, mit vier hessischen Regionalcentern und über 20 Servicecentern, Vermietungs-, Quartiers- und Sanierungsbüros sowie weiteren Geschäftsstellen ist die Unternehmensgruppe Nassauische Heimstätte/Wohnstadt heute (2018) in ganz Hessen und in Teilen benachbarter Bundesländer präsent.

## Gesellschafterstruktur
Die Gesellschafter der Nassauische Heimstätte Wohnungs- und Entwicklungsgesellschaft mbH sind zu rund 59 % das Land Hessen und zu rund 30 % die Stadt Frankfurt am Main. Die restlichen Anteile verteilen sich auf die folgenden, meist kommunalen Gesellschafter: Land Hessen, Stadt Frankfurt am Main, WIM Wiesbadener Immobilienmanagement GmbH, Deutsche Rentenversicherung Hessen, Frankfurter Sparkasse, Bauverein AG Darmstadt, Stadt Rüsselsheim, Treuhandverwaltung der IG Metall GmbH, Hattersheimer Wohnungsbaugesellschaft mbH, Stadt Langen, Stadt Kelsterbach, Wetzlarer Wohnungsgesellschaft mbH, Stadt Pfungstadt, Stadt Oberursel (Taunus), Main-Taunus-Kreis, Hochtaunuskreis, Wetteraukreis, Stadt Mörfelden-Walldorf, Landkreis Limburg-Weilburg, Gemeinde Erlensee, Landkreis Groß-Gerau, Stadt Bad Homburg vor der Höhe, Stadt Bad Vilbel, Stadt Neu-Isenburg, Hessische Landgesellschaft mbH, Stadt Hofheim am Taunus, Stadt Hadamar.

## Mitgliedschaften
Die Unternehmensgruppe Nassauische Heimstätte/Wohnstadt ist Mitglied in folgenden Arbeitsgemeinschaften und Verbänden (Auswahl):
- Arbeitsgemeinschaft Großer Wohnungsunternehmen (AGW)
- Bundesverband Die Stadtentwickler (Nachfolgeverband der Bundesvereinigung der Landes- und Stadtentwicklungsgesellschaften BVLEG[29])
- Deutscher Verband für Wohnungswesen, Städtebau und Raumordnung e. V.
- GdW Bundesverband deutscher Wohnungs- und Immobilienunternehmen e. V.
- Verband der Südwestdeutschen Wohnungswirtschaft e. V.
- Zentraler Immobilien Ausschuss e. V.
- Kompetenzzentrum Großsiedlungen e. V.